# Zvezdni polieder
Zvezdni polieder je polieder, ki ima ponovljivo zapletenost, ki mu daje zvezdno obliko.
Znani sta dve obliki zvezdnih poliedrov:
- Poliedri, ki večkratno sekajo sami sebe
- Konkavni poliedri, ki na poseben način izmenjujejo konveksne in konkavne ali sedlasta oglišča, na ponovljiv način.

Proučevanje zvezdnih poliedrov se pogosto ubada s pravilnimi poliedri ali z dualnimi telesi uniformnih poliedrov. Vse te zvezdne oblike sekajo same sebe. Tako nekateri trdijo, da lastnost konkavnosti ni lastnost zvezd. Toda ta lastnost je tako splošna, da je ne moremo zanemariti.

## Pravilni zvezdni poliedri
Pravilni zvezdni poliedri so sebe sekajoči poliedri. Imajo sebe sekajoče stranske ploskve ali pa sebe sekajoče slike oglišč

## Uniformni in dualni zvezdni poliedri
Obstaja mnogo uniformnih zvezdnih poliedrov vključno z dvema neskončnima skupinama  prizem in antiprizem ter njihovih dualnih teles.

## Zgledi
| Uniformni polieder | Dualni polieder |
| --- | --- |
| Pentagramska prizma je prizmatični uniformni polieder. Sestavljen je iz dveh stranskih ploskev, ki sta pentagrama in povezana s petimi sekajočimi se stranskimi ploskvami v obliki kvadratnih stranskih ploskev. | Pentagramska bipiramida je tudi zvezdni polieder, ki je dualno telo pentagramski prizmi. Ima tranzitivne stranske ploskve, ki so sestavljene iz desetih sekajočih se enakokrakih trikotnikov. |
| Veliki dodeciikozaeder je zvezdni polieder, ki je sestavljen iz samo ene slike oglišč sekajočih se šestkotnih in dekagramskih, {10/3}, stranska ploskev.                                                         | Veliki dodeciikozakron je dualno telo velikega dodeciikozakrona. Ima tranzitivne stranske ploskve, ki so sestavljene iz 60 sekajočih se kot lok-oblikovanih štirikotnih stranskih ploskev.    |

## Drugi zvezdni poliedri
Razen zgornjih oblik je še neskončna sebe sekajoča skupina zvezdnih poliedrov.
Ena skupina je izoedrska oblika, ki je podobna uniformnim oblikam. Ne zahteva pa pravilnih stranskih ploskev.
Za zgled je primerna popolna stelacija ikozaedra se lahko obravnava kot sebe sekajoč polieder, ki je sestavljen iz 12 enakih stranskih ploskev. Spodaj je slika tega poliedra, ki ima eno stransko ploskev obarvano rumeno.

## Zvezdni politopi
Sebe sekajoči politopi v poljubni razsežnosti se imenujejo zvezdni politopi.
Pravilni politop {p,q,r,...s,t} je zvezdni politop, če je njegova faceta {p,q,...s,t} ali  slika oglišč zvezdni politop.
V štirih razsežnostih se 10 pravilnih zvezdnih polihoronov imenuje Schläfli-Hessovi polihoroni. Po analogiji s pravilnimi zvezdnimi poliedri, so sestavljeni iz facet, ki so lahko eno izmed petih pravilnih platonskih teles ali pa eno izmed štirih pravilnih zvezdnih Kepler-Poinsotovih poliedrov.
Na primer velika zvezdna 120-celica je pravokotna projekcija v trirazsežni prostor, kot to prikazano na naslednji sliki:
Ne obstajajo pravilni politopi z razsežnostjo večjo od štiri.